# Stanisław Tomczyszyn
Stanisław Tomczyszyn (ur. 26 sierpnia 1959 w Żaganiu) – polski polityk, nauczyciel i samorządowiec; w latach 2007–2023 członek zarządu województwa lubuskiego, od 2014 do 2023 w randze wicemarszałka; poseł na Sejm X kadencji.

## Życiorys
Ukończył studia z historii na Wydziale Humanistycznym Wyższej Szkoły Pedagogicznej w Zielonej Górze. Został absolwentem studiów podyplomowych: z nauczania historii na WSP w Zielonej Górze, z organizacji i zarządzania szkołą na Politechnice Zielonogórskiej, a także na Wydziale Finansów i Bankowości Wyższej Szkoły Bankowej w Poznaniu. Ukończył również kursy z wykorzystania technologii informacyjnej w szkole.
Od 1983 do 1984 pracował w Zarządzie Wojewódzkim Związku Młodzieży Wiejskiej w Zielonej Górze. Następnie w 1984 rozpoczął pracę nauczyciela historii w Szkole Podstawowej w Jabłonowie, od 1992 do 2007 był jej dyrektorem. Uzyskał pierwszy stopień specjalizacji zawodowej z nauczania historii, został także egzaminatorem w zakresie sprawdzianu po szkole podstawowej w Okręgowej Komisji Egzaminacyjnej w Poznaniu.
Działacz Zjednoczonego Stronnictwa Ludowego, następnie Polskiego Stronnictwa Ludowego (w 2021 stanął na czele jego lubuskich struktur). W trakcie kadencji 1994–1998 zasiadał w radzie gminy Brzeźnica oraz był wiceprzewodniczącym Sejmiku Samorządowego Województwa Zielonogórskiego. Współzałożyciel, a później przewodniczący Stowarzyszenia na Rzecz Promocji i Rozwoju Województwa Zielonogórskiego. Był również prezesem Klubu Sportowego LZS „Błękitni” Jabłonów. W 2002 i 2006 bez powodzenia ubiegał się o wybór do sejmiku lubuskiego z listy PSL. Uzyskiwał mandat radnego w kolejnych wyborach w 2010 (w miejsce wybranego na burmistrza Szprotawy Józefa Rubachy), 2014 i 2018.
W grudniu 2007 został wybrany na członka zarządu województwa lubuskiego z ramienia Polskiego Stronnictwa Ludowego, utrzymując stanowisko w 2010. 1 grudnia 2014 awansowany na wicemarszałka województwa, odpowiedzialnego za nadzór nad Departamentem Rolnictwa, Zasobów Naturalnych, Rybactwa i Rozwoju Wsi, Departamentem Środowiska oraz Departamentem Programów Rozwoju Obszarów Wiejskich. 22 listopada 2018 ponownie wybrany na wicemarszałka. Utrzymał tę funkcję również w październiku 2023, gdy nowym marszałkiem został Marcin Jabłoński.
W 2001, 2011, 2015 i 2019 bezskutecznie kandydował do Sejmu. Mandat poselski uzyskał w wyniku wyborów w 2023; kandydował z listy koalicji Trzecia Droga w okręgu lubuskim, otrzymując 10 332 głosy. W konsekwencji zakończył pełnienie funkcji w samorządzie województwa.

## Odznaczenia
Odznaczony Srebrnym (2003) i Złotym (2015) Krzyżem Zasługi.

## Życie prywatne
Syn Michała i Heleny. Żonaty, ma jedno dziecko. Zamieszkał w Chotkowie.